# Icius insolidus
Icius insolidus (лат.) — вид пауков-скакунчиков рода Icius из подсемейства Salticinae (Salticidae). Эндемик Африки.

## Распространение и экология
.
Icius insolidus считается эндемиком южной Африки. Вид встречается в Намибии, Зимбабве и Южной Африке. Голотип был обнаружен в Кимберли в Южной Африке. Другие экземпляры были найдены около Приески в Северной Капской провинции в 2002 году. Впоследствии его находили во многих частях страны, в том числе в окрестностях Блумфонтейна, Брандфорта, Форесмита, Ягерсфонтейна и Филипполиса в провинции Фри-Стейт (ЮАР). Между тем, первые экземпляры в Зимбабве были найдены в 1998 году в пригороде Хараре. Первый экземпляр, идентифицированный в Намибии, был найден в национальном парке Алмазной области. Также были находки в национальном парке Этоша. Другие экземпляры были обнаружены в 2000 году в районе горы Брандберг (Намибия).
Паук обитает в скалистой среде, обычно на гранях гранитных скал или валунов. Он часто прячется в расщелинах или под уступами. Его также можно встретить на траве и поверхности почвы. В садах его можно увидеть почти исключительно на каменных, бетонных или кирпичных стенах. Он процветает в этих домашних условиях: в долгосрочном исследовании было сделано 320 наблюдений в течение девяти лет.

## Описание
Мелкие пауки-скакунчики. У самца яйцевидный умеренно высокий карапакс длиной от 1,8 до 2,4 мм и шириной от 1,3 до 1,9 мм. Он темно-коричневый, почти черный, с широкой полосой посередине из белых волосков, полосами по бокам и россыпью серых волосков на склонах. В области глаз имеется несколько коричневых щетинок, а вокруг самих глаз — короткие белые волоски. Лицо, наличник, коричневое и низкое, с редкими белыми волосками. Ротовые органы коричневые. Хелицеры имеют несколько белых волосков, заметных по краям; они крупные и не имеют идентичности с очень крупным зубцом, заметным на внутреннем крае основания. Максиллы имеют желтые кончики. Стернум, нижняя сторона карапакса, также коричневая. Овальное брюшко длиной от 1,7 до 2,4 мм и шириной от 1,3 до 1,6 мм. Она черная и волосистая с широкой полосой белых волосков на вершине и немного более светлой нижней стороной. Спиннеры темные. Ноги темно-коричневые, передняя пара длиннее остальных. Все ноги покрыты длинными черными волосками. Педипальпы маленькие и темные. Паук имеет яйцевидную пальпальную луковицу с характерным лепестком сзади. Эмболюс короткий, а на голени педипальп имеется один заметный апофиз, или шип.
Самка сходна по размерам с самцом, ее карапакс имеет длину от 2,2 до 2,3 мм и ширину обычно 1,8 мм, брюшко — от 2,2 до 2,4 мм в длину и от 1,5 до 1,6 мм в ширину. Карапакс темно-коричневый с тонкими, густыми, черными и серыми волосками. Черное глазное поле покрыто лиловыми и серыми волосками, с очень темными длинными щетинками возле настоящих глаз. Между глазами на переднем ряду имеются небольшие участки серых волосков, а вокруг средних глаз — кольца беловатых чешуек. Клипеус низкий и коричневый. Хелицеры меньше, чем у самца, с двумя зубцами сзади и одним спереди. Базальный зубец отсутствует. Лабиум, максиллы и грудина коричневые. Брюшко темно-коричневое, покрыто серыми и коричневыми волосками. На нем имеется нечеткий листовидный рисунок из белых волосков. Нижняя сторона светлее. Спиннеры серовато-коричневые. Ноги желтые до бледно-коричневых, с короткими бледными волосками и длинными шипами. На эпигине имеются две широко разделенные округлые впадины.
Icius insolidus внешне типичен для рода. Самца легче всего отличить по наличию большого зубца на внутреннем крае нижней части хелицер. Отличительной чертой является также форма пальпальной луковицы. Самка может быть идентифицирована по форме эпигина. Самец особенно похож на родственный Icius peculiaris, отличаясь от него более коротким эмболюсом и другой формой лепестка на пальпальной луковице.

## Поведение
Пауки-скакуны — преимущественно дневные охотники, использующие свое хорошее зрение для обнаружения добычи. Icius insolidus питается разнообразной добычей, включая жуков, мух, Hymenoptera, пауков-тенётников и настенных пауков-крабов. Он не плетет паутину. Вместо этого он выслеживает добычу, а затем набрасывается на нее. Гнездится на вертикальных стенах, причем самка строит более основательное гнездо, чем самец, часто рядом друг с другом. Самка исполняет танец ухаживания для самца, который отвечает ей зеркальным отражением. Спаривание длится около 3 минут. После спаривания самец и самка разделяют общее гнездо. Паук передает вибрационные сигналы через шелк, чтобы общаться с другими пауками.

## Таксономия
Icius insolidus был впервые описан Вандой Весоловской в 1999 году.
Это был один из более чем 500 видов, идентифицированных польским арахнологом Весоловской за время её карьеры. Первоначально она отнесла паука к роду Menemerus, впервые выделенному Эженом Симоном в 1868 году. Название рода происходит от двух греческих слов, означающих «безусловно» и «дневной». Первоначально была идентифицирована только самка. В 2006 году, когда она впервые описала самца, Весоловска перевела вид в род Icius на основании строения его хелицер и строения пальпальной луковицы. Род, описанный Эженом Симоном в 1876 году, имеет название, основанное на двух греческих словах, которые можно перевести как «отчётливое», или «особое», лицо. Род был условно помещен рядом с Pseudcius, который, несмотря на поверхностно схожее написание, имеет другую этимологию.
Род входит в трибу Chrysillini, в подкладу Saltafresia в составе клады Salticoida. Хризиллины, которые ранее назывались гелиофанинами, являются монофилетическими. В 2016 году Ежи Прушиньский отделил род от Хризиллин в группу Iciines, названную в честь рода. Он заявил, что разделение произошло по практическим соображениям, так как Хризиллины стали громоздкими.